# Chris Gardocki
Christopher Allen „Chris“ Gardocki (* 7. Februar 1970 in Stone Mountain, Georgia) ist ein ehemaliger US-amerikanischer American-Football-Spieler. Er war auf der Position des Punter in der National Football League (NFL) aktiv.

## Spielerlaufbahn

### College
Gardocki erhielt ein Stipendium von der Clemson University aus Clemson, South Carolina und spielte dort bei deren Footballteam den Clemson Tigers. Eingesetzt wurde er als Punter und als Kicker. Während seiner Karriere am College verschoss er nie einen Point after Touchdown (Zusatzpunkt nach einem Touchdown), sondern verwandelte alle Möglichkeiten. 107 Punkte erzielte er durch Field Goals. Nach seinem dritten Jahr verließ er ein Jahr früher als vorgesehen 1990 das College. Trotzdem gilt er als einer der besten Footballspieler aller Zeiten, der jemals an der Clemson University studiert hat.

### Profizeit
1991 wurde er von den Chicago Bears einem Team der NFL an 78 Stelle in der dritten Runde der NFL Draft 1991 gewählt. Für einen Kicker/Punter war dies außergewöhnlich früh. Gewöhnlich werden diese Spielertypen erst später verpflichtet. Die frühe Wahl war ein Zeichen für die außergewöhnlichen Fähigkeiten Gardockis. Gardocki kam in der NFL aber lediglich als Punter zum Einsatz. 1994 wechselte er zu den Indianapolis Colts und wechselte dann 1999 zu den Cleveland Browns. Bei den Browns hatte er auch ein negatives Erlebnis. In einem Spiel gegen die Pittsburgh Steelers wurde er von einem gegnerischen Spieler unsauber getackelt und verletzte sich dabei. Sein Gegenspieler Joey Porter wurde gesperrt und Gardocki musste 5000 US-Dollar Strafe bezahlen. Er hatte gegenüber dem gegnerischen Head Coach Bill Cowher vor laufenden Fernsehkameras eine beleidigende Geste gemacht. Erstaunlich daran war, dass Gardocki von 2004 bis 2006 bei den Steelers unter Vertrag stand, nachdem er seinen Vertrag bei den Browns erfüllt hatte. Bill Cowher war zu diesem Zeitpunkt immer noch Trainer in Pittsburgh. Mit den Steelers gewann er den Super Bowl XL gegen die Mannschaft der Seattle Seahawks mit 21:10. Gardocki kam in diesem Spiel mehrfach zum Einsatz. Es gelang ihm immer wieder mit langen Punts die gegnerische Mannschaft von der eigenen Endzone fernzuhalten. 2007 wurde Gardocki von den Steelers entlassen.
Gardocki hat eine außergewöhnliche Statistik vorzuweisen. Keiner seiner in der regular Season getätigten 1177 Punts wurde vom Gegner geblockt. Er erzielte mit seinen Punts einen Raumgewinn von 50336 Yards. Sein Karrieredurchschnitt lag während seiner Laufbahn bei 42,8 Yards pro Punt. In seinem besten Jahr 2000 hatte er einen Durchschnitt von 45,5 Yards.

## Ehrungen
1996 spielte Gardocki im Pro Bowl, dem Abschlussspiel der besten Spieler einer Saison. Er wurde zweimal zum All Pro gewählt.

## Nach der Karriere
Gardocki ist mit einer Rechtsanwältin verheiratet und hat einen Sohn. Seine Frau schrieb über ihre Erfahrungen als Spielerfrau ein Buch. Beide sind sozial engagiert und unterstützen diverse gemeinnützige Organisationen.

## Quelle
- Jens Plassmann: NFL – American Football. Das Spiel, die Stars, die Stories (= Rororo 9445 rororo Sport). Rowohlt, Reinbek bei Hamburg 1995, ISBN 3-499-19445-7.

| Personendaten    | Personendaten                               |
| ---------------- | ------------------------------------------- |
| NAME             | Gardocki, Chris                             |
| ALTERNATIVNAMEN  | Gardocki, Christopher Allen                 |
| KURZBESCHREIBUNG | US-amerikanischer American-Football-Spieler |
| GEBURTSDATUM     | 7. Februar 1970                             |
| GEBURTSORT       | Stone Mountain, Georgia                     |